# Мами Уено
Мами Уено (јап. 上野 真実; 27. септембар 1996) јапанска је фудбалерка.

## Репрезентација
За репрезентацију Јапана дебитовала је 2017. године. За тај тим одиграла је 3 утакмице.

## Статистика
| Јапан  | Јапан | Јапан |
| Год.   | Ута.  | Гол.  |
| ------ | ----- | ----- |
| 2017   | 3     | 0     |
| Укупно | 3     | 0     |